# Lew Brown (compositore)
Lew Brown, nato Louis Brownstein (in russo: Луис Браунштейн) (Odessa, 10 dicembre 1893 – New York, 5 febbraio 1958), è stato un compositore e paroliere statunitense.
Ai Premi Oscar 1938 ha ricevuto la candidatura nella categoria "Miglior canzone" per That Old Feeling (musica di Sammy Fain e testo di Lew Brown), brano tratto dal film Modella di lusso (Vogues of 1938).

## Partecipazioni a musical[1]
- Good News (1927)
- Hold Everything! (1928)
- Three Cheers (1928)
- Follow Thru (1929)
- Flying High (1930)
- Strike Me Pink (1933)
- Calling All Stars (1934)
- Yokel Boy (1939)
- Mr. Wonderful (1956)

## Partecipazioni a colonne sonore cinematografiche[1]
- Il cantante pazzo (1927)
- Il sorriso della vita (1929)
- Follow Thru (1930)
- Flying High (1931)
- Indiscreet (1931)
- Il trionfo della vita (1934)
- Modella di lusso (1937)
- Good News (1947)